# Nigdy nie mów żegnaj
Nigdy nie mów żegnaj (hindi: कभी अलविदा ना कहना, ang.:Kabhi Alvida Naa Kehna) – film wyprodukowany przez indyjską wytwórnię Dharma Productions, w reżyserii Karana Johara.
W filmie zagrały takie bollywoodzkie gwiazdy jak Amitabh Bachchan, Shahrukh Khan, Rani Mukerji, Preity Zinta, Abhishek Bachchan i Kirron Kher. Muzykę do filmu stworzyło trio Shankar-Ehsaan-Loy, a słowa napisał Javed Akhtar. Film wszedł na ekrany 11 sierpnia 2006.

## Obsada
- Amitabh Bachchan jako Samarjit Singh Talwar
- Shahrukh Khan jako Dev Saran
- Rani Mukerji jako Maya Talwar
- Abhishek Bachchan jako Rishi Talwar
- Preity Zinta jako Rhea Saran
- Kirron Kher jako Kamaljeet Saran
- Saira Mohan jako Catherine Cooper

## Opis fabuły
Dev Saran jest wybitnym sportowcem odnoszącym sukcesy w piłce nożnej. Prowadzi szczęśliwe i beztroskie życie z żoną Rheą oraz synkiem Arjunem. Aż do dnia 18.03.2002 roku, który to diametralnie zmienia jego życie.
Tego dnia spotyka bowiem Mayę - kobietę, która ma wyjść za mąż, lecz nie jest do końca zdecydowana, czy tego chce. Dev rozmową nakłania ją do podjęcia decyzji i poślubienia jej wieloletniego przyjaciela - Rishiego. Po rozmowie z Mayą Dev, czując, że komuś pomógł staje zamyślony przed bramą i zostaje potrącony przez samochód.
Mijają cztery lata. W wyniku wypadku Dev doznał poważnej kontuzji nogi, co przekreśla jego dalszą karierę sportową. W jego niegdyś idealnym wręcz związku z Rheą coraz częściej pojawiają się konflikty. Maya, którą to Dev namówił cztery lata wcześniej na ślub, również nie odnalazła szczęścia w związku małżeńskim.
Pewnego dnia w wyniku zbiegu okoliczności dochodzi do ponownego spotkania Mayi i Deva. Oboje z początku nie są do siebie zbyt pozytywnie nastawieni, lecz z czasem okazuje się, że są bardzo do siebie podobni. Zaprzyjaźniają się ze sobą i razem podejmują próby ratowania ich sypiących się związków małżeńskich. Lecz los krzyżuje ich plany. Serdeczna przyjaźń między obojgiem z czasem przeradza się w gorącą miłość.
Bohaterowie stają przed dylematem moralnym, będą musieli odpowiedzieć sobie na pytanie, co jest ważniejsze, szczęście ich rodzin, czy ich własne szczęście.

## Piosenki
Piosenki do filmu, skomponowane przez Shankar-Ehsaan-Loy:
- "Kabhi Alvida Naa Kehna" – Sonu Nigam, Alka Yagnik
- "Mitwa" – Shafqat Amanat Ali, Shankar Mahadevan, Caralisa
- "Where's The Party Tonight" – Shaan, Vasundhara Das, Loy Mendonsa, Shankar Mahadevan
- "Tumhi Dekho Naa" – Sonu Nigam, Alka Yagnik
- "Rock 'N Roll Soniye" – Shankar Mahadevan, Shaan, Mahalaxmi Iyer

## Nominacje i nagrody
- nominacja do Nagrody Filmfare dla najlepszego filmu
- dla Karana Johara nominacja do Nagrody Filmfare dla najlepszego reżysera
- dla Shah Rukha Khana nominacja do Nagrody Filmfare dla najlepszego aktora
- dla Rani Mukerji nominacja do Nagrody Filmfare dla najlepszej aktorki
- dla Abhisheka Bachchana Nagroda Filmfare dla Najlepszego Aktora Drugoplanowego
- dla Amitabh Bachchana nominacja do Nagrody Filmfare dla najlepszego aktora drugoplanowego
- dla Preity Zinta nominacja do Nagrody Filmfare dla najlepszej aktorki drugoplanowej
- dla tria Shankar-Ehsaan-Loy nominacja do Nagrody Filmfare za najlepszą muzykę
- nominacja do Nagrody Filmfare dla najlepszego wokalisty za piosenkę "Kabhi Alvida Naa Kehna" – Sonu Nigam
- nominacja do Nagrody Filmfare dla najlepszej wokalistki za piosenkę "Kabhi Alvida Naa Kehna" – Alka Yagnik